# Colonia Jericó
Colonia Jericó är en ort i Mexiko.   Den ligger i kommunen Tlayacapan och delstaten Morelos, i den sydöstra delen av landet, 60 km söder om huvudstaden Mexico City. Colonia Jericó ligger 1 771 meter över havet och antalet invånare är 133.
Terrängen runt Colonia Jericó är lite bergig. Runt Colonia Jericó är det ganska tätbefolkat, med 144 invånare per kvadratkilometer. Närmaste större samhälle är Cuautla Morelos, 16,5 km söder om Colonia Jericó. Trakten runt Colonia Jericó består till största delen av jordbruksmark.